# Jan Olejniczak (kapitan piechoty)
Jan Olejniczak (ur. 28 sierpnia 1906 w Pyzdrach, zm. w kwietniu 1940 w Katyniu) – kapitan piechoty Wojska Polskiego, ofiara zbrodni katyńskiej.

## Życiorys
Jan Olejniczak urodził się 28 sierpnia 1906 roku w Pyzdrach, w rodzinie Antoniego i Anieli z Koralewskich. W latach 1926–1929 był podchorążym Szkoły Podchorążych Piechoty w Komorowie k. Ostrowi Mazowieckiej. 15 sierpnia 1929 roku Prezydent RP Ignacy Mościcki mianował go podporucznikiem ze starszeństwem z dniem 15 sierpnia 1929 roku i 112. lokatą w korpusie oficerów piechoty, a Minister Spraw Wojskowych wcielił do 68 pułku piechoty wielkopolskiej we Wrześni. 17 grudnia 1931 roku został awansowany na porucznika ze starszeństwem z dniem 1 stycznia 1932 roku i 142. lokatą w korpusie oficerów piechoty. W listopadzie 1935 roku przeniesiony został do Korpusu Ochrony Pogranicza i przydzielony do batalionu KOP „Słobódka”. W 1937 roku ukończył kurs dowódców kompanii w Centrum Wyszkolenia Piechoty w Rembertowie. Na kapitana został awansowany ze starszeństwem z dniem 19 marca 1938 roku w korpusie oficerów piechoty.
12 kwietnia 1939 roku został wyznaczony na stanowisko dowódcy kompanii karabinów maszynowych batalionu KOP „Słobódka II”. W szeregach tego oddziału walczył w kampanii wrześniowej 1939 roku.
23 września 1939 roku we wsi Radoszyn, w gminie Hołoby (powiat kowelski), dostał się do sowieckiej niewoli. Przebywał w obozie w Kozielsku. Wiosną 1940 roku został zamordowany przez funkcjonariuszy NKWD w Katyniu i tam pogrzebany. Od 28 lipca 2000 roku spoczywa na Polskim Cmentarzu Wojennym w Katyniu.
5 października 2007 roku Minister Obrony Narodowej Aleksander Szczygło mianował go pośmiertnie do stopnia majora. Awans został ogłoszony 9 listopada 2007 roku, w Warszawie, w trakcie uroczystości „Katyń Pamiętamy – Uczcijmy Pamięć Bohaterów”.

## Ordery i odznaczenia
- Srebrny Krzyż Zasługi (22 maja 1939)[8]
- Brązowy Medal za Długoletnią Służbę